# Benevent e Charbilhac
Benevent e Charbilhac (en francès Bénévent-et-Charbillac) és un antic municipi francès, que actualment pertany al municipi de Sant Bonet, situat al departament dels Alts Alps, a la regió de Provença – Alps – Costa Blava.
L'1 de gener de 2013, els municipis de Benevent e Charbilhac i Infornats es fusionen al municipi de Sant Bonet.

## Demografia
| 1836                                       | 1962 | 1968 | 1975 | 1982 | 1990 | 1999 | 2006 | 2010 |
| ------------------------------------------ | ---- | ---- | ---- | ---- | ---- | ---- | ---- | ---- |
| 614                                        | 240  | 223  | 214  | 221  | 221  | 260  | 292  | 270  |
| Des de 1962: població sense dobles comptes |      |      |      |      |      |      |      |      |

## Administració
| Període               | Identitat  | Partit |
| --------------------- | ---------- | ------ |
| 2001-desembre de 2012 | Paul Davin |        |